# Timaná
Timaná es un municipio colombiano, conocido como «La Villa de la Gaitana», y está localizado al sur del departamento del Huila. Yace en el valle montañoso del río Magdalena, en el Sur del Alto Magdalena, que corresponde a las estribaciones de la cordillera Oriental. Hace parte de la región Subsur del departamento. Su extensión territorial es de 182.5 km², su altura es de 1100 m s. n. m. y su temperatura promedio es de 24 °C. Fue capital de la Provincia de Timaná.
Cuenta con una población de 23.681 habitantes de acuerdo con proyección del DANE para año 2024, aunque puede ser superior debido a la migración dada por el desplazamiento forzado de departamentos como el Caquetá y el Putumayo. Su economía basada en el sector agrícola tiene como principal producto a las plantaciones de café con 2.850 hectáreas y una producción de 4.275 Toneladas (34.200 Cargas). Este cultivo en la actualidad esta posicionando al municipio en el mercado internacional, ya el 40% que se produce se cataloga como café especial, generando unas rentabilidades adicionales para los productores. Otro renglón importante es explotación del ganado vacuno y producción de productos lácteos.

## Toponimia
La palabra según Pedro José Ramírez Sendoya de etimología quechua: Tipana que significaría; Tierra de canastos. En lengua Caribe la forma de los ideogramas Timy; Lodo y Ana; Lugar o territorio. Dicho de otro modo: El lugar de la greda. Recuerda la vocación de las comunidades prehispánicas de esta región, en la majestuosa fabricación de utensilios de barro o cerámica, con variados tamaños, adornados de colores y geometría. Cambiaria la significancia en la etimología quechua a "Tierra de recipientes".
Presenta una homofonía con la palabra latina "Tinaja" que extrañamente significa: vasija grande de barro cocido.

## Historia

### Época precolombina
El territorio donde se ubica este municipio siempre ha sido habitado debido a las ventajas que ofrece el territorio para el cultivo y la biodiversidad, además de un clima agradable.   Se han encontrado vestigios de petroglifos y otros artefactos en Naranjal y en Cosanza, sin que esto signifique que no existan otros rastros de la presencia humana en esta región, más aún dada la cercanía con los artefactos arqueológicos encontrados en el complejo arqueológico de San Agustín, como son el Parque Arqueológico de San Agustín, Parque Arqueológico Alto de las Piedras y Parque Arqueológico Alto de los Ídolos, por lo que se requiere mayor investigación al respecto. 
Según los cronistas castellanos Herrera y Fray Pedro Simón, el origen del municipio de Timaná corresponde a la existencia en esta zona, de la tribu de los indios Timanaes, Yalcones y Apiramas, bajo el mando de los Caciques Inando, Pionza, Añolongo, Meco, Timano y La Gaitana. 

### Época de la colonia

#### Llegada de los españoles
Timaná es una de las poblaciones más antiguas de Colombia, colonizada por los españoles en diciembre de 1538, liderado por el Capitán Pedro de Añasco por orden del conquistador Sebastián de Belarcázar, quien además fuera fundador de muchos municipios del país, para establecer una conexión entre Popayán y Santa Fé. 

#### La resistencia indígena: La Gaitana
La historia dice que cuando este territorio fue invadido por los colonizadores españoles, sus habitantes -indígenas- se rebelaron de tal manera que se formó una de las guerras más fuertes de la conquista Euro centrista; esta subversión fue encabezada por Timanco, un cacique guerrero, hijo de la líder de la comunidad: la cacica Gaitana. Esta comunidad indígena era una de las más fuertes de la zona y se caracterizaban por su unión y trabajo; por ello la rebelión ante el sometimiento español no se hizo esperar.
Finalmente Timanco sería capturado por los invasores centrales y quemado vivo delante de su pueblo como muestra de supremacía y superioridad, lo que desataría la ira de su madre quien atacada por el hecho, se volcaría junto con sus hermanos sobre los asesinos, capturando al general. Según la historia, la Gaitana juntó las tribus que habitaban los territorios que hoy pertenecen a las regiones Subcentro, Suboccidente y Subsur en el Departamento del Huila, e incluso a las que habitaban en la región del Páez, para llevar a cabo su venganza. De esta forma Añazco pagaría de peor forma los abusos que había cometido: fue arrastrado y presentado a todas las tribus del territorio como trofeo de guerra; posteriormente le sacarían los ojos y sería degollado por la propia Gaitana, quien con una mano en alto agarrando la cabeza de Añasco como símbolo de victoria estamparía la imagen de pujanza de las personas de Timaná que, aún hoy se mantiene en la actualidad como orgullo nacional.
Timaná y sus caminos, como fundación de españoles, siempre fue asediada por las diferentes tribus que habitaban no sólo el sur del alto Magdalena, sino de tribus, que en colaboración a las propias del lugar, venían desde el piedemonte amazónico como los Andaquíes, de los diferentes páramos como los Paeces, e incluso de la cordillera central como los Pijaos.

#### La villa de Timaná
Timaná fue capital de la Provincia de Timaná desde su creación como villa en 1538.  
Inicialmente fue paso obligado para los viajeros entre Quito, Popayán y Bogotá.  Posteriormente, se buscan salidas más rápidas a Pasto sin tener que pasar por Popayán y se activa el Camino Real de las Papas que salía de Timaná y pasaba por Mulale (probablemente la primera fundación de San Agustín), ya en el Páramo de las Papás pasaba al Distrito minero de Almaguer, luego a la población de la Cruz y terminaba la conexión en Pasto.  Debido a la resistencia indígena de las diferentes tribus que circundaban el territorio tanto en la vía a Popayán como el camino real de las Papás que conducía a Pasto entran en desuso, condenando a la región al abandono y poca inversión.  El paso que se comienza a utilizar es la vía por Garzón-San Sebastián de La Plata-Puracé-Popayán o por Garzón-San Sebastián de La Plata-Inzá-Popayán.
A pesar del desuso de esta vía, la Villa de Timaná siempre fue referente en la región por el comercio que allí se daba entre ésta y las poblaciones mineras de La Plata y Almaguer.  Lo anterior demuestra que, aunque el título conocido para Timaná es el de Villa, en diversos documentos se confunde y se le da el título de Ciudad debido a la importancia y comercio que allí se daba.
Cronología:
- 1538: antes  de esta fecha la región perteneció a la Gobernación de Tierra firme pero no había sido creada ninguna villa española por esta región.  Es decir, sólo estaba habitada por diferentes tribus indígenas.

- 1538: Fundación de la Villa de Guacacallo. Por Pedro de Añazco, capitán de Sebastián de Belalcázar, quienes estaban explorando desde el sur y estableciendo los límites hacia el norte de la Gobernación de Nueva Castilla.

- 1540: El Rey crea la Gobernación de Popayán e incluye a la Provincia de Timaná y a la Provincia de Neiva en su territorio.  Es despoblada Neiva por los ataques de las tribus indígenas que habitaban ese territorio y los pobladores españoles se reubican en Timaná.

- 1542: Debido a las guerras entre conquistadores de la gobernación de Nueva Castilla y Nuevo Toledo por los límites de estas, se crea el Virreinato del Perú por parte de la Corona española.

- 1546: Creación de la Diócesis de Popayán, la cual incluye las ciudades de Neiva y Timaná.

- 1550: 15 de febrero posible traslado de la Villa de Güacacallo o Timaná al sitio actual en Timaná. Para esta época los autores la nombran en algunos textos como Villa de Güacacallo y en otros como Villa de Timaná.

- 1550: Creación de la Real Audiencia de Santa fe y el Nuevo Reino de Granada, la Gobernación de Popayán pasa a esta pero sólo los lugares que no pertenecían a la gobernación de Quito (Provincia de Neiva y Provincia de Timaná), pertenecientes al Virreinato del Perú.  Debido a esta situación la Provincia de Timaná dependía eclesiásticamente de la Diócesis de Popayán y administrativamente de la Real Audiencia de Santa Fé.

- 1614: Creación de la Provincia de Neiva, Timaná y Saldaña, por iniciativa de Diego de Ospina y Maldonado, debido a la ausencia (por muerte o negación) del gobernador de la Provincia de Timaná con el compromiso de reactivar el Real de Minas en San Sebastián de La Plata y el de la Provincia de Saldaña. En este momento la Provincia de Timaná incluía el anterior territorio del Distrito Minero de La Plata, el cual había sido fundado, refundado por segunda vez y destruido, y la Provincia de Páez, la cual siempre ha tenido la atención de servicios en La Plata por su cercanía y facilidad geográfica.

- 1717: Se crea el Virreinato de la Nueva Granada y el Gobierno de Neiva, Timaná y Saldaña se adhiere a este.

### Época de la independencia
1810 – 6 de septiembre. Se proclama la Constitución de la Villa de Timaná en Garzón.  Primera constitución del país que declara la total independencia de la Corona española, la libertad de los esclavos y la primera constitución que tiene en cuenta a los indígenas, Este hecho sólo se repetirá en la Constitución Política de Colombia de 1991, mostrando así el carácter humano y pluricultural de los habitantes de la zona.  Esta constitución fue firmada por los representantes de los habitantes de los diferentes pueblos que constituyeron la Provincia de Timaná incluyendo el Distrito de la Plata.
Timaná a lo largo de la historia se mantuvo como icono de libertad, es así que sus habitantes en la independencia fueron muestra invaluable de apoyo a Bolívar no solo económico sino con su propia vida.

### Época actual
Timaná cede protagonismo, que es asumido por poblaciones como Garzón y La Plata, quienes pasan a ser capital del Departamento de Garzón y Departamento de La Plata (Estado Soberano de Cundinamarca), y Departamento del Sur (Estado del Tolima) y Provincia del Sur (departamento del Tolima), antes de crearse el ente territorial departamento del Huila, y pierde el territorio de Inzá-Páez que pasa al departamento del Cauca. Llega a tal punto que aunque se construye la que iba a ser catedral de la diócesis por Monseñor Esteban Rojas, esta pasa a tener su sede en Garzón, dato de no poca monta debido a la relevancia que tenía para el progreso de la región en su momento.
La administración departamental al regionalizar divide la provincia en tres subregiones a saber: 
- Subcentro, con capital en Garzón.
- Suboccidente, con capital en La Plata.
- Subsur, con capital en Pitalito, que para ese momento era la población más grande del sur.

mientras que conserva la unidad de lo que fuera la provincia de Neiva.
Fue desde el vasto territorio de este municipio del sur de Colombia de donde se crearon los municipios de Pitalito, San Agustín, Elías, Oporapa, Saladoblanco, y de ellos los municipios de Palestina e Isnos; además de Acevedo, Suaza, Guadalupe, Garzón, Gigante, El Pital, El Agrado, Tarqui, La Argentina, La Plata, Paicol, y Tesalia, además los territorios de lo que hoy corresponden a los municipios de Inzá y Páez también formaron parte de esta provincia.  En definitiva la historia del Huila, el oriente del Cauca y la hoy República de Colombia está ligada a Timaná y a su ancestros.
Timaná sigue siendo referente regional, nacional e internacional por la gesta de sus primeros habitantes en pro de la Libertad, en cabeza de la Cacica Gaitana.
Actualmente, Timaná se suma a la cadena productiva regional y nacional debido a ser paso obligado, ya que por su territorio cruza la vía Nacional Ruta 45, que cruza el país de sur a norte y viceversa, y además es una parte de la vía internacional que conecta a Caracas, Bogotá y Quito.
La villa de la Gaitana se ha convertido en referente de cafés especiales debido a las características de su territorio y a la alta productividad del grano en la región.

## Geografía

### Localización
Timaná se encuentra localizada en las coordenadas 1°58′28″N 75°55′59″O, en un valle interandino que hace parte de cordillera oriental del territorio colombiano.  La altura registrada para el centro poblado es de 1100 m s. n. m., sin embargo, el territorio timanense es bastante quebrado pues el paso del río Timaná y sus afluentes crea una cuenca con diversas alturas a lado y lado de su paso, teniendo como principio el recorrido descendente hacia su desembocadura.
Timaná limita por el norte con el municipio de Altamira; por el sur con Pitalito y Acevedo; por el este con Suaza y por el oeste con Elías.

### Hidrografía
El río Timaná es el principal afluente que atraviesa el territorio de sur a norte, naciendo en la Cuchilla de San Isidro, en la cordillera Oriental, y desembocando en el río Magdalena, kilómetros más abajo. Cuenta con aproximadamente 10 afluentes importantes, de los cuales reviste mayor importancia la quebrada de Tobo debido a los riesgos que puede representar por los deslizamientos que en tiempo de lluvias fuertes se presentan en la zona.

### Clima
https://es.weatherspark.com/y/22360/Clima-promedio-en-Timan%C3%A1-Colombia-durante-todo-el-a%C3%B1o#Sections-Humidity

### Recursos naturales
Las montañas ubicadas en el sector oriental del municipio y sus recursos hacen parte del Parque Regional Piedras Blancas, el cual es destinado a proteger no sólo la biodiversidad de la región sino particularmente, uno de los pocos bosques de Roble Negro que existen en Colombia.  En esta región se encuentran minas para materiales de construcción.
Por la misma topografía, el territorio cuenta con diversas caídas de agua que permiten el disfrute de la naturaleza a los lugareños, proporcionando lugares de sano esparcimiento.
Hacia el sector de Naranjal, se puede encontrar las Cuevas de Santa Clara, formadas en la parte alta de la quebrada que lleva el mismo nombre, y también la presencia de aguas termales.
En materia agroindustrial el Municipio de Timaná representan uno de los mayores expositores de la caficultura en el Huila y Colombia, convirtiendo el café en el cultivo más representativo del municipio.

## División Político-Administrativa
Su Cabecera municipal, se encuentra dividida en los barrios Centro, Centenario, El Libertador, El Progreso, El Vergel, La Cruz, La Primavera, Las Brisas, Las Ferias, Los Laureles, Santa Lucía y la urbanización Convivir.

### Corregimientos
Timaná tiene bajo su jurisdicción varios centros poblados, que en conjunto con otras veredas, constituye los siguientes corregimientos:
| Corregimiento                | Centros Poblados                     | Veredas                                                                                 |
| Monseñor Esteban Rojas Tovar | - Naranjal                           | Alto Naranjal, El Palmo, El Limo, La Falda, Santa Clara, Sicana, Juan Martin y La Loma. |
| Rodrigo Lara Bonilla         | - Cosanza - San Antonio - San Isidro | Santafé y Lourdes.                                                                      |
| Ismael Joven                 | - Aguas Claras - Montañita - Quinche | Camenzo, Buenos Aires y Sabaneta.                                                       |
| Pro. Pablo Emilio Ramírez    | - Pantanos - Santa Bárbara           | El Diviso y Palmito.                                                                    |
| Antonio Cárdenas             |                                      | Cascajal, Paquíes, La Esperanza y La Piragüa.                                           |
| Manuel Salvador Molina       |                                      | San Marcos, Loma Larga, Tobo y La Florida.                                              |
| Mateo Vargas                 |                                      | El Tejar, La Pencua, Mantagua, Mateorrico, Sicandé y Criollo.                           |

## Demografía
Los actuales habitantes de Timaná son pacíficos, y aunque existe el mestizaje, predominan los rasgos caucásicos, siendo uno de los municipios huilenses con mayor ascendencia ibérica.
Cabe señalar que esta localidad, al igual que todo el departamento del Huila, ha sido víctima de la violencia de la historia reciente de Colombia, lo cual trajo para mediados de 2005 a la fecha gran desplazamiento masivo de personas que emigraron del Caquetá y el Putumayo.
Los habitantes de Timaná según el DANE ascienden a 25.000 personas, sin embargo, cifras propias del ente territorial calcula que su población fluctúa entre los 28.000 a 35.000 habitantes.

## Economía

### Sector agropecuario
Al igual que sus vecinos Pitalito y Acevedo, dos de los mayores productores de café a nivel nacional, Timaná no es la excepción y convierte a este cultivo en su mayor exponente, aportando a que la región se consolide como el nuevo eje cafetero del país, sin que esto represente el olvido de otros cultivos semipermanentes y permanentes como la arracacha, la badea, el cacao, la guayaba, la caña panelera, la cebolla junca, los cítricos, el lulo, el maracuyá, la mora, la papaya, la piña, el plátano, el tomate de árbol y la yuca, y en otro tipo de cultivos tecnificados como la habichuela, la arveja, el fríjol, el maíz, la ahuyama, el pimentón y el tomate de mesa.  Todo esto muestra la productividad de estas tierras, que no sólo se ha visto en la actualidad sino desde tiempos de la colonia, de los que se registran en las estadísticas de la época. 
Otro renglón importante es explotación del ganado vacuno y la generación de productos lácteos.

### Sector ecoturístico
A nivel ecoturístico se cuenta con diferentes rutas para hacer senderismo, siendo la más representativa las Cuevas de Santa Clara, en la vereda Quinche, donde se puede hacer espeleología. Existen otra cuevas en San Calixto, El Güamo, y Pantanos.
Recorrer el Parque Regional de Piedras Blancas y su exuberante vegetación.
Se pueden visitar cascadas como la Piragüa, Los Aposentos, o la Tigra.
Visitar el Cañón del Pericongo, desde donde se divisa un hermoso paisaje formado por la desembocadura del río Timaná sobre el río Magdalena, además de meditar en la libertad, pues según la leyenda, la Cacica Gaitana prefirió perder su vida en este sitio antes que ser esclavizada y torturada por los españoles.
Otro lugar para visitar son las Termales de Sicana.
Y se puede explorar los sitios para la práctica de deportes extremos.

### Sector turístico
A nivel turístico se registran:
- Monumento a la Gaitana.
- Iglesia catedralicia de San Calixto.
- Iglesia de la Santísima Trinidad en Naranjal.
- Santuario de Nuestra Señora de los Milagros de Tobo.
- Museo Arqueológico Villa de la Gaitana.
- Arte Rupestre - Petroglifos (ubicados en las veredas Cascajal, Camenzo, San Marcos, El Tejar, y Naranjal -posibles piletas ceremoniales-.)
- Plaza de Mercado
- Además de ellos es reconfortante pasear por algunas calles donde se conserva la arquitectura de las casas coloniales presentes en el poblado desde hace cientos de años.

### Sector artesanal
La producción artesanal se concentra en la cerámica, los tejidos en tela y en menor medida la producción del sombrero "Suaza".  También se cuenta con la presencia de pintores que ofrecen formación en su área para todos los interesados en continuar este legado.

### Sector ferias y fiestas
En Timaná se celebra:
- Fiestas de San Juan y San Pedro (entre mayo y junio), iniciando con las rondas sampedrinas en los centros poblados más importantes y barrios de la localidad y finalizando en el puente festivo de San Pedro, con la elección de la mejor representante del baile del Sanjuanero.
- Feria Comercial y Ganadera (en mayo)
- Feria Artesanal y Equina (primer fin de semana de noviembre)
- Fiestas patronales de San Calixto (14 de octubre)

### Sector gastronómico
Timaná, por ser cuna de la cultura del Huila, es fiel representante de los platos típicos de la región, y se pueden encontrar en los diferentes restaurantes de la región, como son:
- Asado hilense
- Lechona huilense
- Tamales huilenses
- Pan de cuajada
- Gelatina de pata
- Biscochuelo
- Sancocho huilense
- Viudo de pescado
- Café especial

## Educación
A nivel privado, la orientación de la educación básica primaria, básica secundaria y la educación media inició con la llegada de las Hermanas de la Presentación en 1892, y la fundación del colegio con el nombre de Colegio La Presentación luego, en 1985, el colegio pasaría a ser administrada por las Hermanas de la Anunciación, y actualmente, desde el 2005, el Colegio Comercial La Anunciación es administrada por Fundet.  La historia convierte a esta institución Educativa en la más antigua del sur del Huila.
También se cuenta con la educación acelerada con la presencia del Colegio Ateneo Autónomo.
A nivel público, la educación básica y media es orientada desde las siguientes Instituciones Educativas:
- Institución Educativa La Gaitana
- Institución Educativa Naranjal
- Institución Educativa Cosanza
- Institución Educativa Cascajal
- Institución Educativa Pantanos
- Institución Educativa Agropecuaria El Tejar

Se calcula que la población educativa de Timaná supera los nueve mil estudiantes.
A nivel Técnico, los estudiantes y la población en general cuentan con el programa de regionalización del SENA, que llega con sus programas a este municipio.  De igual forma, otras iniciativas privadas hacen parte de la oferta educativa del municipio.